# I Don’t Care
I Don’t Care ist ein Lied von Twenty4tim. Es erschien am 2. Februar 2024 als Single.

## Hintergrund
Das Lied wurde am 2. Februar 2024 über das Label Better Now veröffentlicht, nachdem Twenty4tim an Ich bin ein Star – Holt mich hier raus! teilgenommen hatte und den dritten Platz belegt hatte. Der Popsong handelt davon, dass er seine eigenen Pläne verfolgt, egal was die anderen sagen, und ihm die Meinung seiner Kritiker und „Hater“ egal sei.
Im Refrain heißt es:

„Ist mir ganz egal, was sie labern (I don’t care)

Model-Vibes, Konfetti und Drama (I don’t care)

Bist nur neidisch, weil du gerne selber so wärst (I don’t care, yeah)

But I don’t care (I don’t, I don’t care)“

## Musikvideo
Zu I Don’t Care wurde ein Lyric Video veröffentlicht, das im Comicstil gehalten ist.

## Charts
Das Lied erreichte Platz eins der deutschen Charts, wo es eine Woche blieb. Es ist Twenty4tims vierter Nummer-eins-Hit. Wie die vorherigen fiel auch dieses nach einer Woche aus den Top 100 der deutschen Singlecharts.

## Rezension
Mix1.de schrieb, der Song liefere "nicht nur ein ehrliches Statement, sondern verbindet auch tanzbare Pop-Beats zu einer lässigen Hymne über Selbstliebe und einen positiven Lebensansatz."